# 丹尼爾·加西亞·卡利路
丹尼爾·加西亞·卡利路（西班牙語：Daniel García Carrillo；1990年5月24日—）是一位西班牙足球運動員。在場上的位置是中場。